# 烏澤拉甘區

36°32′31″N 4°36′46″E / 36.54203°N 4.61291°E
烏澤拉甘區（阿拉伯语：‎），是阿爾及利亞的行政區，位於該國北部，由貝賈亞省負責管轄，首府設於烏澤拉甘，面積61平方公里，2008年人口22,719，人口密度每平方公里370人。